# St. Andreas (Sachsenkam)

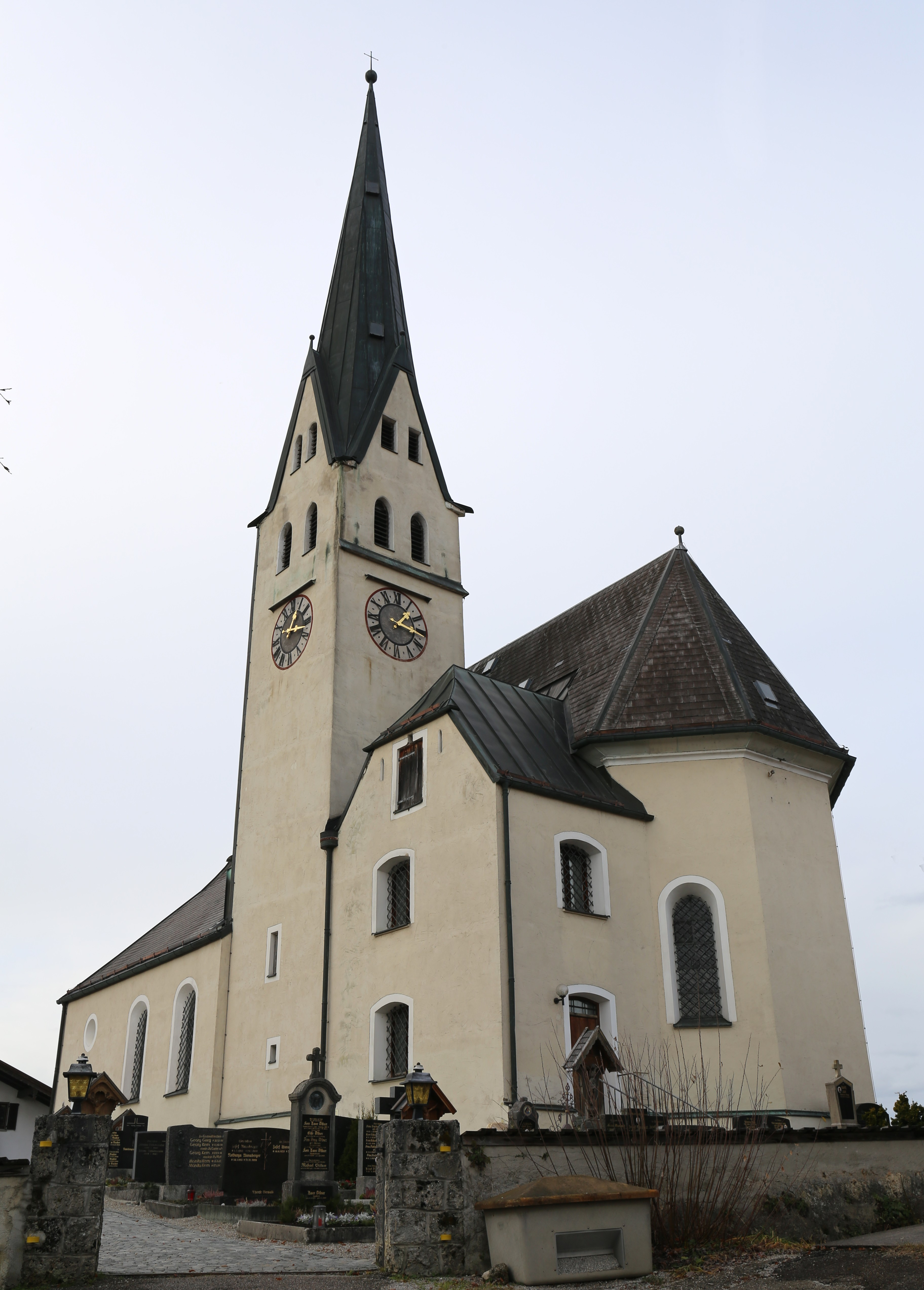
St. Andreas in Sachsenkam

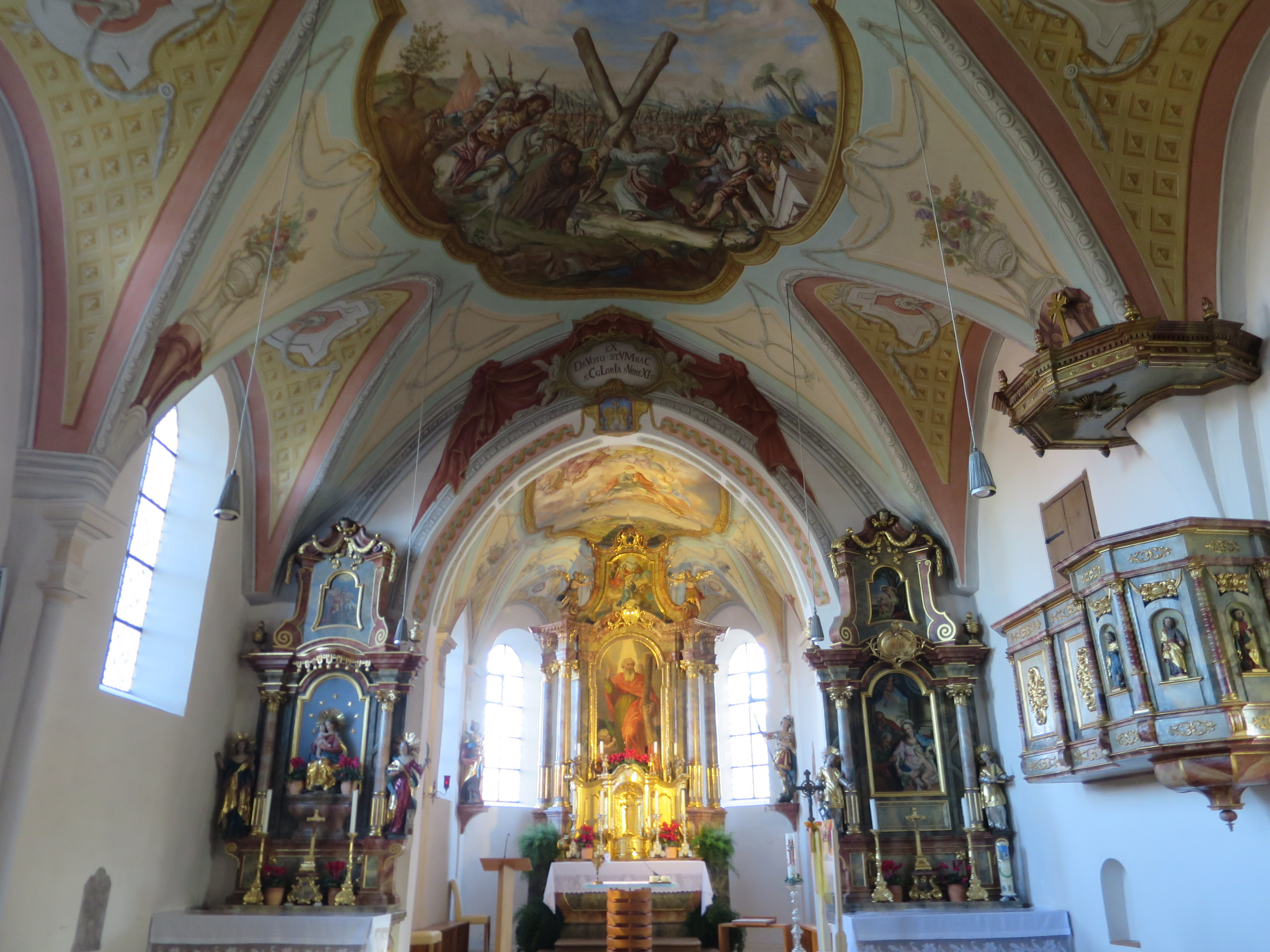
Innenraum

Die römisch-katholische Pfarrkirche St. Andreas steht in Sachsenkam, einer Gemeinde im oberbayerischen Landkreis Bad Tölz-Wolfratshausen. Sie ist in der Liste der Baudenkmäler in Sachsenkam unter der Nr. D-1-73-141-1 eingetragen. Die Kirche gehört zum Dekanat Bad Tölz-Wolfratshausen im Erzbistum München und Freising.

## Beschreibung
Die im Kern spätgotische Saalkirche wurde 1787 barock umgestaltet. Sie besteht aus dem Langhaus zu vier Jochen, dem eingezogenen, dreiseitig geschlossenen Chor im Osten, einem zum Portal führenden Vorbau an der Südwand des Langhauses, dem mit einem spitzen Helm bedeckten Chorflankenturm an der Südwand des Chors und der Sakristei an der Südostecke von Chor und Chorflankenturm, in deren Obergeschoss sich ein Oratorium befindet. 
Ein Gemälde mit der Darstellung von Peter und Paul ist von Giovanni Battista Pittoni beeinflusst.